# Cefalizacija
Cefalizacija je proces u evoluciji pri kojem se u prednjem dijelu tijela koncentriraju osjetila, živčane stanice i usta pri čemu se formira glava organizma. Susreće se uglavnom kod pokretnih i dvobočno simetričnih organizama, a prvi se put pojavljuje kod kolutićavaca.